# Feeling Good
「Feeling Good」（フィーリングッド）は、日本のシンガーMeikの4作目となる配信限定シングル。2018年6月20日発売。

## 概要
- 前作「Timing」から約1ヶ月ぶりのリリース。初披露は、2017年11月11日に行われたワンマンライブ、Make your smile。本人曰く、「今まで暗いディスコ系の曲だったのが、今回の作品は空が見えた感じ」と語っている。(ライブMC,ラジオより)
- ライブ初披露後も何度かイベントやライブで披露されていたが、リリースは未定であった。2018年5月11日の本人のラジオ、「Meikの常磐町放送部」で、3ヶ月連続リリースの2作目として発売されることが発表された。
- ベトナム・ダナンのオフィシャル観光テーマソングに抜擢された。MV制作にあたり、ダナン観光局に「Feeling Good」の楽曲とMeikの資料を送ったところ、ダナン観光局側が「Meikの楽曲とビジュアルがまさにダナンのイメージにぴったりである」と急展開。現地でのロケが決まり、ダナン観光局全面協力のもと「Feeling Good」の撮影が3日間に渡り行われた。さらにその際、現地ダナン観光局に招待を受け、ダナン観光副局長はじめ局員たちを表敬訪問し、ベトナムテレビ局の取材を受けるなど、3日間の滞在で大変な歓迎を受けた。日本のみならず、ダナン国際空港など日本以外の観光施設のモニター等でも放映予定。[1]

## 収録曲
1. Feeling Good

- 収録アルバム 「Make Cheer」